# Wilczyce (Nidzica)
Wilczyce (deutsch Wolfsgarten) ist ein Dorf in der polnischen Woiwodschaft Ermland-Masuren und gehört zur Gmina Nidzica (Stadt- und Landgemeinde Neidenburg) im Powiat Nidzicki (Kreis Neidenburg).
Wilczyce liegt nördlich des Kommusin-Sees (polnisch Jezioro Koniuszyn) im Südwesten der Woiwodschaft Ermland-Masuren, elf Kilometer nordöstlich der Kreisstadt Nidzica (deutsch Neidenburg).
Vor 1945 war Wolfsgarten als zum Staatsforst Kommusin (polnisch Koniuszyn) gehörende Försterei ein Wohnplatz in der Gemeinde Grünfließ (polnisch Napiwoda). Mit der Überstellung des gesamten  südlichen Ostpreußen 1945 in Kriegsfolge an Polen erhielt Wolfsgarten die polnische Namensform „Wilczyce“. Heute ist die Osada leśna (= Waldsiedlung) eine Ortschaft innerhalb der Gmina Nidzica (Stadt- und Landgemeinde Neidenburg) im Powiat Nidzicki (Kreis Neidenburg), bis 1998 der Woiwodschaft Olsztyn, seither der Woiwodschaft Ermland-Masuren zugehörig.
Bis 1945 war Wolfsgarten in die evangelische Kirche Lahna in der Kirchenprovinz Ostpreußen der Kirche der Altpreußischen Union sowie in die römisch-katholische Kirche Neidenburg im Bistum Ermland eingepfarrt. Heute gehört Wilczyce zur katholischen Pfarrei der Herz-Mariä-Kirche Łyna – mit einer Filialkirche in Jabłonka – im jetzigen Erzbistum Ermland, außerdem zur evangelischen Pfarrei der Heilig-Kreuz-Kirche Nidzica – ebenso mit einer Filialkirche in Jabłonka – in der Diözese Masuren der Evangelisch-Augsburgischen Kirche in Polen.
Wilczyce liegt westlich der Woiwodschaftsstraße 545 und ist von dort über Nebenstraßen von Napiwoda (Grünfließ) bzw. Moczysko (Adlershorst) aus zu erreichen. Eine Anbindung an den Bahnverkehr besteht nicht.